# Griblje
Griblje este o localitate din comuna Črnomelj, Slovenia, cu o populație de 356 de locuitori.